# Есин, Дмитрий Александрович
Дмитрий Александрович Есин (укр. Дмитро Олександрович Єсін; род. 15 апреля 1980, Шахтёрск, Донецкая область) — украинский футболист, полузащитник. Имеет российский паспорт.

## Биография
Воспитанник московского «Спартака» и донецкого «Шахтёра». Выступал за «Шахтёр-2» и «Шахтёр-3». В 2002 году перешёл в мариупольский «Мариуполь».
В Высшей лиге Украины дебютировал 21 апреля 2002 года в матче против симферопольской «Таврии» (3:1). 15 июля 2004 года дебютировал в Кубке УЕФА в 1-м квалификационным раунде в матче против ереванского «Бананца» (2:0). В следующем матче на выезде 29 июля 2004 года забил гол «Бананцу» (2:0).
В феврале 2008 года перешёл в полтавскую «Ворсклу», за 100 000 евро. 31 мая 2009 года вместе с командой выиграл кубок Украины, в финале «Ворскла» обыграла донецкий «Шахтёр» (1:0).
11 июля 2009 года принял участие в матче за Суперкубок Украины, где полтавчане проиграли киевскому «Динамо», по пенальти (4:2, основное время 0:0).
В сезоне 2017/18 выступал за мариупольский клуб «Яруд», где параллельно являлся тренером. С декабря 2019 года имеет тренерскую лицензию категории «А».

## Личная жизнь
Женат, имеет сына Демьяна.

## Статистика
| Сезон   | Клуб      | Лига         | Чемпионат | Чемпионат | Кубок | Кубок | Еврокубки | Еврокубки |
| Сезон   | Клуб      | Лига         | Игры      | Голы      | Игры  | Голы  | Игры      | Голы      |
| ------- | --------- | ------------ | --------- | --------- | ----- | ----- | --------- | --------- |
| 1997/98 | Шахтёр-2  | Первая лига  | 6         | 1         | 0     | 0     | —         | —         |
| 1998/99 | Шахтёр-2  | Первая лига  | 20        | 0         | 0     | 0     | —         | —         |
| 1999/00 | Шахтёр-2  | Первая лига  | 25        | 0         | 0     | 0     | —         | —         |
| 2000/01 | Шахтёр-2  | Первая лига  | 32        | 0         | 0     | 0     | —         | —         |
| 2000/01 | Шахтёр-3  | Вторая лига  | 1         | 0         | 0     | 0     | —         | —         |
| 2001/02 | Шахтёр-2  | Первая лига  | 16        | 0         | 0     | 0     | —         | —         |
| 2001/02 | Шахтёр-3  | Вторая лига  | 1         | 0         | 0     | 0     | —         | —         |
| 2001/02 | Мариуполь | Высшая лига  | 8         | 0         | 0     | 0     | —         | —         |
| 2002/03 | Мариуполь | Высшая лига  | 25        | 1         | 1     | 0     | —         | —         |
| 2003/04 | Мариуполь | Высшая лига  | 25        | 1         | 4     | 1     | —         | —         |
| 2004/05 | Мариуполь | Высшая лига  | 29        | 0         | 2     | 0     | 4         | 1         |
| 2005/06 | Мариуполь | Высшая лига  | 26        | 0         | 5     | 0     | —         | —         |
| 2006/07 | Мариуполь | Высшая лига  | 26        | 4         | 4     | 1     | —         | —         |
| 2007/08 | Мариуполь | Первая лига  | 15        | 1         | 4     | 0     | —         | —         |
| 2007/08 | Ворскла   | Высшая лига  | 12        | 2         | 0     | 0     | —         | —         |
| 2008/09 | Ворскла   | Премьер-лига | 27        | 2         | 4     | 0     | —         | —         |
| 2009/10 | Ворскла   | Премьер-лига | 25        | 1         | 1     | 1     | 2         | 1         |
| 2010/11 | Ворскла   | Премьер-лига | 21        | 2         | 2     | 0     | —         | —         |
| 2011/12 | Ворскла   | Премьер-лига | 7         | 0         | 1     | 0     | 2         | 0         |